# Kadkhodālū
Kadkhodālū (persiska: كدخدالو) är en ort i Iran.   Den ligger i provinsen Ardabil, i den nordvästra delen av landet, 500 km nordväst om huvudstaden Teheran. Kadkhodālū ligger 336 meter över havet och antalet invånare är 274.
Terrängen runt Kadkhodālū är huvudsakligen kuperad, men den allra närmaste omgivningen är platt. Kadkhodālū ligger nere i en dal. Runt Kadkhodālū är det ganska tätbefolkat, med 58 invånare per kvadratkilometer. Närmaste större samhälle är Qarah Khān Beyglū, 9,9 km öster om Kadkhodālū. Trakten runt Kadkhodālū består till största delen av jordbruksmark.